# Інше око (фільм, 2005)
«Інше око» (фр. L' Oeil de l'autre) — фільм французького кінорежисера Джона Лвоффа.

## Актори
- Жулі Депардьє (фр. Julie Depardieu) — Аліса
- Домінік Реймонд (фр. Dominique Reymond) — Жюльєтта
- Ерік Ельмосніно (фр. Eric Elmosnino) — Жером
- Андре Маркон (фр. André Marcon) — Гаспар
- Ліонель Парлієр (фр. Lionel Parlier) — Олена
- Марі Бланш (фр. Marie Blanche)
- Еммануель Де Шавіньі (фр. Emmanuel de Chauvigny)
- Отар Іоселіані (фр. Otar Iosseliani) — фотограф
- Беттіна Кі (фр. Bettina Kee) — Полін
- Мартін Маріньяк (фр. Martine Marignac) — Жінка на виставці